# Конколево (гміна Ґраново)
Конколево (пол. Kąkolewo) — село в Польщі, у гміні Ґраново Ґродзиського повіту Великопольського воєводства.
Населення — 331 особа (2011).
У 1975-1998 роках село належало до Познанського воєводства.

## Демографія
Демографічна структура станом на 31 березня 2011 року:
|          | Загалом | Допрацездатний вік | Працездатний вік | Постпрацездатний вік |
| -------- | ------- | ------------------ | ---------------- | -------------------- |
| Чоловіки | 162     | 31                 | 117              | 14                   |
| Жінки    | 169     | 43                 | 96               | 30                   |
| Разом    | 331     | 74                 | 213              | 44                   |